# Jarne Bervoets
Jarne Bervoets (Paal, 16 maart 2009) is een Belgisch motorcrosser. Hij is de zoon van de voormalige motorcrosser en viervoudige vice-wereldkampioen Marnicq Bervoets.

## Carrière
In 2022 werd Bervoets derde in het Junior Wereldkampioenschap en achtste in het Europees Kampioenschap in de 85cc-klasse. Een jaar later werd hij tweede in het Junior Wereldkampioenschap en elfde in het Europees Kampioenschap. Hij reed beide seizoenen op een KTM.
Vanaf 2024 maakte Bervoets de overstap naar de 125cc, en reed hij zijn eerste seizoen in het EMX125-kampioenschap, op Yamaha. Bervoets begon goed aan het kampioenschap, maar kreeg te kampen met blessures in de tweede helft van het seizoen. Hij sloot het seizoen af op de veertiende plaats. Op 16 maart 2025, op zijn zestiende verjaardag, won Bervoets zijn eerste EMX125-wedstrijd in het Spaanse Cózar. Tijdens de laatste wedstrijd van het EMX125-kampioenschap wist Bervoets opnieuw te winnen op het circuit van Lommel. Bervoets sloot het seizoen af op de achtste plaats.